# Silent Cry
Silent Cry es el sexto álbum de estudio de la banda británica Feeder. Fue lanzado el 16 de junio del 2008 por la discográfica Echo Label. El álbum tuvo dos singles, We Are The People y Tracing Lines/Silent Cry. El sonido del álbum se distingue por el regreso a  los orígenes un tanto más roqueros de la banda. También fue el último álbum donde participó el segundo batería de la banda Mark Richardson, quien abandonó la banda el año 2009.

## Lista de canciones
Todas las canciones fueron escritas y compuestas por Grant Nicholas.

Todas las canciones escritas y compuestas por Grant Nicholas. 
| N.º | Título              | Duración |  |
| 1.  | «We Are the People» | 4:41     |  |
| 2.  | «Itsumo»            | 4:17     |  |
| 3.  | «Miss You»          | 2:59     |  |
| 4.  | «Tracing Lines»     | 3:47     |  |
| 5.  | «Silent Cry»        | 3:25     |  |
| 6.  | «Fires»             | 3:59     |  |
| 7.  | «Heads Held High»   | 4:04     |  |
| 8.  | «8:18»              | 3:45     |  |
| 9.  | «Who's the Enemy»   | 3:18     |  |
| 10. | «Space»             | 0:34     |  |
| 11. | «Into the Blue»     | 2:36     |  |
| 12. | «Guided By a Voice» | 3:50     |  |
| 13. | «Sonorous»          | 4:39     |  |

### Pistas adicionales
1. "Yeah Yeah" (Deluxe edition) – 3:17
2. "Every Minute" (Deluxe edition) – 2:24
3. "Calling Out for Days" (Japanese bonus track) – 3:17